# Zakrzewko (województwo mazowieckie)
Zakrzewko – wieś w Polsce położona w województwie mazowieckim, w powiecie sierpeckim, w gminie Gozdowo. Ma status sołectwa.
| SIMC    | Nazwa  | Rodzaj    |
| ------- | ------ | --------- |
| 1056273 | Wrzosy | część wsi |

W latach 1975–1998 miejscowość należała administracyjnie do województwa płockiego.